# VOMIC
VOMIC（日语：ヴォミック），即分鏡廣播劇，是集英社以漫畫分鏡為基礎，配合聲優生動的聲音演出與背景音樂改製而成的動態漫畫品牌。 VOMIC此字為和製英語，是英語「VOICE」（語音）與「COMIC」（漫畫）的合字。

## 概要
分鏡廣播劇為集英社所開創，用以推廣漫畫作品的嶄新模式。集英社將許多旗下新作漫畫改制成VOMIC，至多提供四話，於集英社-VOICE COMIC STATION-VOMIC網站線上公開，為免費視聽性質。模式類似《Code Geass 反叛的魯路修》作為DVD-Video特典的配圖廣播劇（插圖為動畫原畫師所繪），然而製作出發點不同。

## 外部連結
- 集英社ヴォイスコミックステーションVOMIC（日語）